# João Rodrigues de Carvalho
João Rodrigues de Carvalho (1300 -?) foi um nobre do Reino de Portugal, Vassalo dos reis D. Fernando I de Portugal e D. João I de Portugal. Foi detentor do senhorio da Quinta de Vilar, localizada em São Miguel de Caldas de Vizela. Deteve conjuntamente com a sua esposa, D. Mor Roiz, o Senhorio da Honra de Gominhães, localizado em Gominhães, freguesia portuguesa do concelho de Guimarães.

## Relações familiares
Foi filho de Rui Lourenço de Carvalho (? - 1360), senhor da Quintã do Muro e de Inês Afonso filha de Afonso Pires Ribeiro, Senhor de Lobeira e de Clara Anes de Paiva também conhecida como Urraca Anes Paiva. Casou por duas vezes, a primeira com Mór Roiz, de quem não teve filhos.
Fora do casamento, com Senhorinha Martins, teve:
1. Inês Rodrigues de Carvalho casada com Lopo Gil Rebelo filho de Gil Gonçalves Rebelo,
2. Gonçalo Roiz de Carvalho (1360 -?) Mór Roiz de Freitas,
3. Vasco Roiz de Carvalho